# Forureningsfilm
Forureningsfilm er en dansk eksperimentalfilm fra 1973, der er instrueret af Ove Nyholm.

## Handling
Filmen har kun én indstilling og viser et eksempel på forurening, der kører til nogen stopper den. Forurening hører sammen med politik.